# 창린도
창린도(昌麟島)는 황해도 남단에 있는 섬으로, 면적은 7.0km2이다. 고려 고종때 몽골 제국이 침략한 적이 있다. 광복 당시 행정구역상 황해도 옹진군 서면 창린도리에 속하였다. 북위 38도선 이남에 있어서 광복 직후에는 대한민국이 지배하였다. 한국 전쟁으로 철수하였다가 다시 주한 국제 연합 유격군이 점령하였다. 그러나 1953년 정전협정에 따라 철수하여 조선민주주의인민공화국에 인계하였다. 현재는 황해남도 옹진군 (황해남도)에 속해 있다.